# Selección femenina de fútbol de Montenegro
La selección femenina de fútbol de Montenegro representa a Montenegro en las competiciones internacionales de fútbol femenino. Jugó su primer partido internacional el 13 de marzo de 2012 contra la selección femenina de fútbol de Bosnia y Herzegovina, partido que perdió Montenegro por dos goles a tres.
El combinado balcánico es una de las selecciones más jóvenes existentes ya que fue creado tras la disolución de la federación de Serbia y Montenegro y la posterior independencia de Montenegro en el año 2006.
No ha participado aún en la Eurocopa Femenina.
Hasta el momento no ha logrado clasificarse para disputar la Copa Mundial Femenina de Fútbol, ni tampoco los juegos olímpicos.

## Estadísticas

### Copa Mundial Femenina de Fútbol
| Edición | Resultado               | Posición                | PJ                      | PG                      | PE                      | PP                      | GF                      | GC                      |
| ------- | ----------------------- | ----------------------- | ----------------------- | ----------------------- | ----------------------- | ----------------------- | ----------------------- | ----------------------- |
| 1991    | No existía la selección | No existía la selección | No existía la selección | No existía la selección | No existía la selección | No existía la selección | No existía la selección | No existía la selección |
| 1995    | No existía la selección | No existía la selección | No existía la selección | No existía la selección | No existía la selección | No existía la selección | No existía la selección | No existía la selección |
| 1999    | No existía la selección | No existía la selección | No existía la selección | No existía la selección | No existía la selección | No existía la selección | No existía la selección | No existía la selección |
| 2003    | No existía la selección | No existía la selección | No existía la selección | No existía la selección | No existía la selección | No existía la selección | No existía la selección | No existía la selección |
| 2007    | No existía la selección | No existía la selección | No existía la selección | No existía la selección | No existía la selección | No existía la selección | No existía la selección | No existía la selección |
| 2011    | No existía la selección | No existía la selección | No existía la selección | No existía la selección | No existía la selección | No existía la selección | No existía la selección | No existía la selección |
| 2015    | No clasificó            | No clasificó            | No clasificó            | No clasificó            | No clasificó            | No clasificó            | No clasificó            | No clasificó            |
| 2019    | No clasificó            | No clasificó            | No clasificó            | No clasificó            | No clasificó            | No clasificó            | No clasificó            | No clasificó            |
| 2023    | No clasificó            | No clasificó            | No clasificó            | No clasificó            | No clasificó            | No clasificó            | No clasificó            | No clasificó            |
| 2027    | Por disputarse          | Por disputarse          | Por disputarse          | Por disputarse          | Por disputarse          | Por disputarse          | Por disputarse          | Por disputarse          |
| Total   | 0/9                     | -                       | -                       | -                       | -                       | -                       | -                       | -                       |

### Eurocopa Femenina
| Edición | Resultado               | Posición                | PJ                      | PG                      | PE                      | PP                      | GF                      | GC                      |
| ------- | ----------------------- | ----------------------- | ----------------------- | ----------------------- | ----------------------- | ----------------------- | ----------------------- | ----------------------- |
| 1984    | No existía la selección | No existía la selección | No existía la selección | No existía la selección | No existía la selección | No existía la selección | No existía la selección | No existía la selección |
| 1987    | No existía la selección | No existía la selección | No existía la selección | No existía la selección | No existía la selección | No existía la selección | No existía la selección | No existía la selección |
| 1989    | No existía la selección | No existía la selección | No existía la selección | No existía la selección | No existía la selección | No existía la selección | No existía la selección | No existía la selección |
| 1991    | No existía la selección | No existía la selección | No existía la selección | No existía la selección | No existía la selección | No existía la selección | No existía la selección | No existía la selección |
| 1993    | No existía la selección | No existía la selección | No existía la selección | No existía la selección | No existía la selección | No existía la selección | No existía la selección | No existía la selección |
| 1995    | No existía la selección | No existía la selección | No existía la selección | No existía la selección | No existía la selección | No existía la selección | No existía la selección | No existía la selección |
| 1997    | No existía la selección | No existía la selección | No existía la selección | No existía la selección | No existía la selección | No existía la selección | No existía la selección | No existía la selección |
| 2001    | No existía la selección | No existía la selección | No existía la selección | No existía la selección | No existía la selección | No existía la selección | No existía la selección | No existía la selección |
| 2005    | No existía la selección | No existía la selección | No existía la selección | No existía la selección | No existía la selección | No existía la selección | No existía la selección | No existía la selección |
| 2009    | No existía la selección | No existía la selección | No existía la selección | No existía la selección | No existía la selección | No existía la selección | No existía la selección | No existía la selección |
| 2013    | No participó            | No participó            | No participó            | No participó            | No participó            | No participó            | No participó            | No participó            |
| 2017    | No clasificó            | No clasificó            | No clasificó            | No clasificó            | No clasificó            | No clasificó            | No clasificó            | No clasificó            |
| 2022    | No clasificó            | No clasificó            | No clasificó            | No clasificó            | No clasificó            | No clasificó            | No clasificó            | No clasificó            |
| 2025    | No clasificó            | No clasificó            | No clasificó            | No clasificó            | No clasificó            | No clasificó            | No clasificó            | No clasificó            |
| Total   | 0/14                    | -                       | -                       | -                       | -                       | -                       | -                       | -                       |

### Liga de Naciones Femenina de la UEFA
| Edición | L     | G     | Resultado     | PJ | PG | PE | PP | GF | GC |
| ------- | ----- | ----- | ------------- | -- | -- | -- | -- | -- | -- |
| 2023-24 | C     | 3     | Segundo lugar | 8  | 4  | 1  | 3  | 15 | 7  |
| Total   | Total | Total | 1/1           | 8  | 4  | 1  | 3  | 15 | 7  |

## Últimos y próximos encuentros
Actualizado al último partido jugado el 16 de julio de 2024
| Fecha      | Ciudad           | Local             | Resultado | Visitante         | Competición                   |
| ---------- | ---------------- | ----------------- | --------- | ----------------- | ----------------------------- |
| 23-02-2024 | Podgorica        | Montenegro        | 0:2       | Irlanda del Norte | Liga de Naciones UEFA 2023-24 |
| 27-02-2024 | Belfast          | Irlanda del Norte | 1:1       | Montenegro        | Liga de Naciones UEFA 2023-24 |
| 05-04-2024 | Podgorica        | Montenegro        | 6:1       | Andorra           | Clas. Eurocopa Femenina 2025  |
| 09-04-2024 | Podgorica        | Montenegro        | 5:1       | Islas Feroe       | Clas. Eurocopa Femenina 2025  |
| 31-05-2024 | Heraklion        | Grecia            | 2:2       | Montenegro        | Clas. Eurocopa Femenina 2025  |
| 04-06-2024 | Andorra la Vieja | Andorra           | 1:5       | Montenegro        | Clas. Eurocopa Femenina 2025  |
| 12-07-2024 | Tórshavn         | Islas Feroe       | 2:1       | Montenegro        | Clas. Eurocopa Femenina 2025  |
| 16-07-2024 | Podgorica        | Montenegro        | 2:3       | Grecia            | Clas. Eurocopa Femenina 2025  |

## Última convocatoria
| #  | Nombre            | Posición       | Año  | PJ | Goles | Club                  |  |
| -- | ----------------- | -------------- | ---- | -- | ----- | --------------------- |  |
| 1  | Ivana Čađenović   | Portera        | 1991 |    |       | ZFK Podgorica         |  |
| 2  | Marija Žižić      | Portera        | 1995 |    |       | ZFK Ekonomist         |  |
| 3  | Irena Bjelica     | Defensa        | 1994 |    |       | ZFK Ekonomist         |  |
| 4  | Tatjana Đurković  | Defensa        |      |    |       | ZFK Ekonomist         |  |
| 5  | Jovana Mrkić      | Defensa        |      |    |       | ZFK Ekonomist         |  |
| 6  | Željka Radanović  | Defensa        | 1989 |    |       | ZFK Spartak Subotica  |  |
| 7  | Andreja Vidić     | Defensa        | 1995 |    |       | ZFK Ekonomist         |  |
| 8  | Suzana Vujošević  | Defensa        | 1990 |    |       | ZFK Podgorica         |  |
| 9  | Jasna Đoković     | Centrocampista | 1991 |    |       | ZFK Ekonomist         |  |
| 10 | Darija Đukić      | Centrocampista | 1996 |    |       | ZFK Ekonomist         |  |
| 11 | Jelena Šturanović | Centrocampista | 1996 |    |       | ZFK Ekonomist         |  |
| 12 | Ivona Turčinović  | Centrocampista | 1991 |    |       | Ita Salandra          |  |
| 13 | Milica Vulić      | Centrocampista | 1996 |    |       | ZFK Ekonomist         |  |
| 14 | Tamara Bojat      | Delantera      | 1997 |    |       | ZFK Ekonomist         |  |
| 15 | Slađana Bulatović | Delantera      | 1994 |    |       | Masinac Nis           |  |
| 16 | Ivana Krivokapić  | Delantera      | 1995 |    |       | ZFK Ekonomist         |  |
| 17 | Armisa Kuč        | Delantera      | 1992 |    |       | ZFK Ekonomist         |  |
| 18 | Marija Vukčević   | Delantera      | 1986 |    |       | RES Roma              |  |
|    |                   |                |      |    |       |                       |  |
|    |                   |                |      |    |       |                       |  |
| DT | Zoran Mijović     |                |      |    |       | Bandera de Montenegro |  |

(Los números no corresponden a los dorsales)